# PITやんなきゃ始まらねぇだろTOUR2023〜あの日と違う事はたった一つ、俺たちはメジャーアーティストになった〜
『PITやんなきゃ始まらねぇだろTOUR2023～あの日と違う事はたった一つ、俺たちはメジャーアーティストになった～』（ピットやんなきゃはじまらねぇだろツアーにせんにじゅうさん～あのひとちがうことはたったひとつ、おれたちはメジャーアーティストになった～）は、Non Stop Rabbit2作目のライブビデオ。2023年8月23日にポニーキャニオンより発売された。

## 概要
前作『無自覚とは言いつつ多少は自覚がある天才ツアー2022』から約5か月ぶりの映像作品となり、本作が2023年4月19日を以て解散したNon Stop Rabbitの最後の作品となる。
本作の表題のワンマンツアーの中で、ラストライブとなった2023年3月11日に豊洲PITにて行われた最終公演が収録されている。

## チャート成績
2023年8月22日付のオリコンデイリーランキングでは4位、同日付のデイリーミュージックDVDランキングでは3位を記録。
週間ランキングでは8位を記録し、Non Stop Rabbitの作品として初のオリコンウィークリーチャートトップ10入りを果たした。

## 収録内容
| #   | タイトル                 | 作詞 | 作曲・編曲 |
| --- | ------------------------ | ---- | ---------- |
| 1.  | 「PILE DRIVER」          |      |            |
| 2.  | 「乱気流」               |      |            |
| 3.  | 「BIRD WITHOUT」         |      |            |
| 4.  | 「私面想歌」             |      |            |
| 5.  | 「推しが尊いわ」         |      |            |
| 6.  | 「全部ブロック」         |      |            |
| 7.  | 「夏の終わり」           |      |            |
| 8.  | 「最後のキス」           |      |            |
| 9.  | 「静かな風」             |      |            |
| 10. | 「豆知識」               |      |            |
| 11. | 「偏見じゃん」           |      |            |
| 12. | 「無自覚の天才」         |      |            |
| 13. | 「三大欲求」             |      |            |
| 14. | 「吐壊」                 |      |            |
| 15. | 「アンリズミックアンチ」 |      |            |
| 16. | 「Needle return」        |      |            |
| 17. | 「Refutation」           |      |            |
| 18. | 「二十五の自白」         |      |            |
| 19. | 「全部いい」             |      |            |
| 20. | 「PLOW NOW」             |      |            |